# 싸이언 초콜릿2
싸이언 초콜릿2(CYON Chocolate 2)는 LG전자가 2006년 6월에 출시한 피처폰이다.

## 세부 모델
| 모델명    | 통신사   | 통신 방식 |
| --------- | -------- | --------- |
| LG-SV600  | SK텔레콤 | EV-DO     |
| LG-KV6000 | KT       | EV-DO     |

## 주요 기능

### 카메라
130만 화소 CMOS 방식의 디지털 카메라 및 고회도 플래시가 내장되어 있으며, 동영상도 촬영할 수 있다. 또한, 다양한 특수 촬영 기능을 지원하며, 최대 9장까지 선택하여 연속으로 보여주는 슬라이드 기능과 사진 편집 기능도 지원한다.

### 기타 기능
- 멀티태스킹
- 지하철 노선도
- 이동식 디스크
- 음성 메모
- 적외선 통신